# Соколов, Вадим Николаевич
Вадим Николаевич Соколо́в (9 августа 1917, Петроград — 25 мая 1995, Санкт-Петербург) — русский советский скульптор. Лауреат Сталинской премии (1951). Работал преимущественно в станковой скульптуре.

## Биография
Родился 27 июля (9 августа) 1917 года в Петрограде (ныне Санкт-Петербург). В 1934—1935 годах учился в студии Дома художников в Ленинграде у Л. А. Дитриха. В 1935—1937 годах учился в Художественной школе при BAX у Г. А. Шульца и В. С. Богатырёва.

Скульптура «Трудовая победа»

В 1937 году поступил в ЛИЖСА имени И. Е. Репина, но учёбу прервала Великая Отечественная война. 25 июля 1941 года призван в армию, старший лейтенант 37-го гвардейского артиллерийского полка Северо-Западного фронта. Был тяжело ранен, в 1943 году демобилизовался по ранению. Работал лепщиком в Москве. В 1944 году вернулся в Ленинград и возобновил обучение в ЛИЖСА имени И. Е. Репина. В 1947 году окончил институт, защитив дипломную работу «Боец. Метатель гранаты» (оценка «хорошо», руководитель М. Г. Манизер).
В 1947 году принимал участие в восстановлении фонтанов Петергофа 2-й очереди. В 1948—1952 годах работал в творческой мастерской АХ СССР под руководством М. Г. Манизера. С 1949 года принимал участие в художественных выставках. Был членом Союза художников СССР. С 1949 года преподавал в ИЖСА. Доцент, кандидат искусствоведения. Автор книги «Лепка скульптуры» (М., 1962).
В 1950 году выполнил скульптуру «Трудовая победа», изображающую фигуру рабочего в рост, высотой 2,1 м. С гипсового экземпляра в 1950 году был выполнен отлив в бронзе. За эту работу в 1951 году Соколов был удостоен Сталинской премии третьей степени. Бронзовый экземпляр скульптуры находится в собрании Третьяковской галереи, гипсовый — в Музее Российской академии художеств.
Вадим Николаевич Соколов умер в Санкт-Петербурге 25 мая 1995 года.

## Награды и премии
- Медаль «За победу над Германией в Великой Отечественной войне 1941—1945 гг.»
- Медаль «В память 250-летия Ленинграда»[6]
- Сталинская премия третьей степени (1951) — за скульптуру «Трудовая победа».